# Eleuthranthes
Eleuthranthes là một chi thực vật có hoa trong họ Thiến thảo (Rubiaceae).

## Loài
Chi Eleuthranthes gồm các loài: